# Hội đồng Nghiên cứu Khoa học Xã hội
Hội đồng Nghiên cứu Khoa học Xã hội, viết tắt theo tiếng Anh là SSRC (Social Science Research Council) là một tổ chức phi chính phủ quốc tế hoạt động trong lĩnh vực thúc đẩy nghiên cứu trong khoa học xã hội và các ngành có liên quan.
SSRC được thành lập năm 1923 tại Manhattan, Hoa Kỳ. Ngày nay SSRC duy trì một trụ sở chính tại Brooklyn Heights với đội ngũ nhân viên khoảng 70 người và các văn phòng khu vực nhỏ ở các nơi khác trên thế giới.
SSRC là thành viên liên hiệp khoa học của Hội đồng Khoa học Quốc tế (ISC)

## Mục tiêu
Mục đích của SSRC là thúc đẩy quan hệ cá nhân và sự hiểu biết lẫn nhau giữa các nhà trong khoa học xã hội ở các bộ phận khác nhau của thế giới thông qua việc tổ chức các cuộc họp khoa học, thông qua các chương trình nghiên cứu chung và bằng phương tiện của các ấn phẩm của một nhân vật quốc tế về các vấn đề quan trọng hiện nay.
SSRC cung cấp một số học bổng cho các nhà nghiên cứu trong lĩnh vực khoa học xã hội và các ngành liên quan, bao gồm cả nghiên cứu thực địa quốc tế.

## Xuất bản
Trong suốt nhiều thập kỷ, các ủy ban nghiên cứu của SSRC đã tạo ra các tập san được chỉnh sửa giúp kết tinh các lĩnh vực mới và tiếp thêm sinh lực cho các lĩnh vực hiện có. Các tiêu đề đáng chú ý bao gồm:
- Academically Adrift, by Richard Arum and Josipa Roksa (2011)
- The Power of Religion in the Public Sphere, ed. Eduardo Mendieta and Jonathan VanAntwerpen (2011)
- Privatization of Risk Book Series, ed. Craig Calhoun and Jacob S. Hacker (2008–09)
- The Measure of America: American Human Development Report 2008-2009, ed. Sarah Burd-Sharps, Kristen Lewis, and Eduardo Borges Martins (2008)
- After September 11 Book Series, (2002–06)
- Market Cultures, ed. Robert W. Hefner (1998)
- Social Suffering, ed. Arthur Kleinman, Veena Das, and Margaret Lock (1997)
- The Culture of National Security, ed. Peter J. Katzenstein (1996)
- The "Underclass" Debate, ed. Michael B. Katz (1993)
- Dual City, ed. John H. Mollenkopf and Manuel Castells (1991)
- The Politics of Numbers, ed. William Alonso and Paul Starr (1987)
- Law and the Social Sciences, ed. Leon Lipsor and Stanton Wheeler (1986)
- Life Course Dynamics, ed. Glen H. Elder, Jr. (1985)
- Bringing the State Back In, ed. Peter B. Evans, Dietrich Rueschemeyer, and Theda Skocpol (1985)
- Karma: An Anthropological Enquiry, ed. Charles F. Keyes and E. Valentine Daniel (1983)
- Organizing Interests in Western Europe, ed. Suzanne Berger (1981)
- The New Authoritarianism in Latin America, ed. David Collier (political scientist)|David Collier (1979)
- The Breakdown of Democratic Regimes [series], ed. Juan L. Linz and Alfred Stepan (1978)
- The Formation of National States in Western Europe, ed. Charles Tilly (1975)

SSRC cũng xuất bản các ấn phẩm theo chủ đề nhất định, phát hành không định kỳ.